# Cas Arny
El cas Arny va ser un escàndol que es va produir a Espanya al 1995 en relació amb el sumari del judici per les activitats de prostitució de menors que es van produir al desaparegut bar gai de Sevilla, Arny. Va començar un frenesí en els mitjans de comunicació i alguns van considerar que s'havia convertit en una cacera de bruixes contra els homosexuals. Es va involucrar a una àmplia llista d'homes, entre els quals hi havia diverses personalitats públiques. Al final, la majoria dels acusats, trenta-dos dels quaranta-set imputats, van resultar absolts en la sentència.

## Acusació i judici
La recerca policial es va iniciar arran d'una denúncia presentada el febrer de 1995 per un menor d'edat, José Antonio S.B. de setze anys, conegut posteriorment com a «testimoni número 1», qui va assegurar que va ser induït a la prostitució homosexual als bars Arny, Valentino i 27. La policia va vigilar els locals durant nou mesos i no va poder precisar si hi entraven menors o no. Malgrat això, el jutjat d'instrucció número 13 de Sevilla va iniciar un sumari, conegut com el cas Arny, en què es va arribar a investigar fins a 59 homes, la llista d'imputats del qual es va publicar a gairebé tots els mitjans de comunicació des del principi, violant-se així el dret a l'honor i produint indefensió en els acusats, la majoria dels quals van ser posteriorment declarats innocents.
L'escàndol va ser enorme i es van fer corre tota mena de rumors en la premsa i la ciutat de Sevilla. L'1 d'octubre es va iniciar la vista oral de judici, imputant a 49 homes càrrecs de corrupció de menors, encara que posteriorment es van retirar els càrrecs a dos. Entre els acusats es trobaven personatges coneguts com el presentador Jesús Vázquez, l'actor i cantant Javier Gurruchaga, l'humorista Jorge Cadaval, el jutge de menors Manuel Rico Lara, Antonio Tejado (germà de María del Monte) i el marquès de Soto Hermoso, Ramón de Carranza y Vilallonga.
La majoria dels homes van ser acusats basant-se únicament en les declaracions de diversos menors, d'edats compreses entre 14 i 17 anys, que es prostituïen a la ciutat. En la vista oral del judici es van retractar 13 dels 59 menors testimonis, exculpant diversos dels famosos acusats, dient alguns d'ells que van ser pressionats per la policia i la fiscalia per presentar aquestes denúncies, mentre que uns altres van dir que van triar a l'atzar les persones a qui van implicar. A més es van constatar nombroses contradiccions del testimoni principal, el «testimoni núm. 1», i la manifesta animadversió del «testimoni núm. 19» cap al jutge de menors a qui acusava. Tots els clients acusats van proclamar la seva innocència: uns van adduir que no havien mantingut relacions amb cap menor, uns altres que sempre havien suposat que en els dits locals només hi havia adults i uns altres que ni tan sols havien anat mai a l'Arny, com es va confirmar en diversos casos.

## Sentència
Després de cinc mesos, en els quals va haver-hi diversos ajornaments, es va produir la sentència de la jutge María Auxiliadora Echevarri, de la secció tercera de l'Audiència Provincial de Sevilla el 18 de març de 1996, en la qual la majoria dels acusats van resultar absolts, trenta-dos dels quaranta-set imputats finals. Únicament van ingressar a la presó dos dels setze condemnats: el propietari i l'encarregat del pub Arny, Carlos Saldaña i José Antonio González Losada, condemnats a trenta-tres anys i divuit anys de presó respectivament. I es va condemnar els altres 14 empleats i clients del local a penes menors, d'un any i un any i mig, per les quals no van haver d'entrar a la presó. De totes les persones famoses implicades només va resultar condemnat Ramón de Carranza, marquès de Soto Hermoso, a un any de presó.

## Controvèrsia i prejudicis
El judici va estar envoltat per la polèmica, amb acusacions de diversos sectors que es tractava d'un judici a l'homosexualitat i que s'havia muntat l'escàndol per tapar els dels GAL i el finançament il·legal del PSOE, partit al govern. A més les defenses van al·legar que es van vulnerar drets fonamentals i que els acusats van patir un judici paral·lel als mitjans de comunicació, on es va violar de forma sistemàtica la presumpció d'innocència, el secret de sumari i el seu dret a l'honor. La sentència va desmantellar una àmplia xarxa de rumors i danys morals causats pels mitjans de comunicació als implicats.
Jesús Vázquez, un dels afectats i absolts del cas, ho va definir com l'«últim intent dels reaccionaris d'aixafar l'inevitable». El dany moral que van sofrir els acusats va ser enorme («El got trencat, trencat està...» va comentar Jorge Cadaval) i l'econòmic també. Així, per exemple, Jesús Vázquez només va facturar un 10 % del previst durant aquella època. El presentador va dir per això: «No tot el que és públic és publicable».